# Fußball-Verbandsliga Schleswig-Holstein 2003/04
Die Verbandsliga Schleswig-Holstein wurde zur Saison 2003/04 das 57. Mal ausgetragen und bildete den Unterbau der viertklassigen Oberliga Hamburg/Schleswig-Holstein. Aufgrund der Reduzierung der Oberliga Nord auf nunmehr eine Staffel stieg keine Mannschaft direkt auf. Die beiden Erstplatzierten nahmen an der Aufstiegsrunde teil. Die Mannschaften auf den vier letzten Plätzen mussten in die Bezirksoberliga absteigen.

## Vereine
Im Vergleich zur Saison 2002/03 veränderte sich die Zusammensetzung der Liga folgendermaßen: Die FT Eider Büdelsdorf und der TSV Kropp waren in die Oberliga Hamburg/Schleswig-Holstein auf-, während der TSB Flensburg wieder aus der Oberliga Hamburg/Schleswig-Holstein in die Verbandsliga abgestiegen war. Die drei Absteiger hatten die Verbandsliga verlassen und wurden durch die vier Aufsteiger TSV Bordesholm, TSV Bargteheide (beide erstmals in der höchsten Amateurliga Schleswig-Holsteins), VfR Neumünster II (Wiederaufstieg nach 40 Jahren) und SV Eichede (Wiederaufstieg nach fünf Jahren) ersetzt.
| Verein               | Stadt                 | Kreis                 | Qualifikation                                         |
| -------------------- | --------------------- | --------------------- | ----------------------------------------------------- |
| TSB Flensburg        | Flensburg             |                       | Absteiger aus der Oberliga Hamburg/Schleswig-Holstein |
| VfB Lübeck Amateure  | Lübeck                |                       | 3. Platz 2002/03                                      |
| Oldenburger SV       | Oldenburg in Holstein | Ostholstein           | 4. Platz 2002/03                                      |
| NTSV Strand 08       | Timmendorfer Strand   | Ostholstein           | 5. Platz 2002/03                                      |
| Itzehoer SV          | Itzehoe               | Steinburg             | 6. Platz 2002/03                                      |
| PSV Union Neumünster | Neumünster            |                       | 7. Platz 2002/03                                      |
| FC Kilia Kiel        | Kiel                  |                       | 8. Platz 2002/03                                      |
| SV Henstedt-Rhen     | Henstedt-Ulzburg      | Segeberg              | 9. Platz 2002/03                                      |
| VfR Schleswig        | Schleswig             | Schleswig-Flensburg   | 10. Platz 2002/03                                     |
| Rot-Weiß Moisling    | Lübeck                |                       | 11. Platz 2002/03                                     |
| Rendsburger TSV      | Rendsburg             | Rendsburg-Eckernförde | 12. Platz 2002/03                                     |
| TSV Pansdorf         | Ratekau               | Ostholstein           | 13. Platz 2002/03                                     |
| TSV Bordesholm       | Bordesholm            | Rendsburg-Eckernförde | Aufsteiger aus der Bezirksoberliga Ost                |
| VfR Neumünster II    | Neumünster            |                       | Aufsteiger aus der Bezirksoberliga Ost                |
| TSV Bargteheide      | Bargteheide           | Stormarn              | Aufsteiger aus der Bezirksoberliga Süd                |
| SV Eichede           | Steinburg             | Stormarn              | Aufsteiger aus der Bezirksoberliga Süd                |

## Saisonverlauf
Die Meisterschaft und die Teilnahme an der Aufstiegsrunde zur Oberliga Nord sicherte sich die Amateurmannschaft des VfB Lübeck. Der Zweitplatzierte SV Henstedt-Rhen durfte ebenfalls teilnehmen. Während Lübeck seine Gruppe gewann und aufstieg, beendete Henstedt-Rhen seine Gruppe auf dem dritten Platz und musste dem HSV Barmbek-Uhlenhorst den Vortritt lassen. Die letzten vier Mannschaften mussten aus der Verbandsliga absteigen: der TSB Flensburg wurde von der Oberliga in die Bezirksoberliga durchgereicht, der TSV Pansdorf, der VfR Schleswig und der Rendsburger TSV mussten die Verbandsliga jeweils nach zwei Spielzeiten verlassen.

### Tabelle
| Pl. | Verein                | Sp. | S  | U | N  | Tore    | Diff. | Punkte |
| --- | --------------------- | --- | -- | - | -- | ------- | ----- | ------ |
| 1.  | VfB Lübeck Amateure   | 30  | 23 | 3 | 4  | 098:400 | +58   | 72     |
| 2.  | SV Henstedt-Rhen      | 30  | 18 | 5 | 7  | 077:450 | +32   | 59     |
| 3.  | Itzehoer SV           | 30  | 13 | 9 | 8  | 059:400 | +19   | 48     |
| 4.  | TSV Bargteheide (N)   | 30  | 13 | 9 | 8  | 055:470 | +8    | 48     |
| 5.  | TSV Bordesholm (N)    | 30  | 14 | 5 | 11 | 063:570 | +6    | 47     |
| 6.  | Rot-Weiß Moisling     | 30  | 12 | 9 | 9  | 058:550 | +3    | 45     |
| 7.  | FC Kilia Kiel         | 30  | 12 | 5 | 13 | 051:510 | ±0    | 41     |
| 8.  | SV Eichede (N)        | 30  | 11 | 8 | 11 | 035:470 | −12   | 41     |
| 9.  | PSV Union Neumünster  | 30  | 11 | 7 | 12 | 049:510 | −2    | 40     |
| 10. | Oldenburger SV        | 30  | 11 | 6 | 13 | 050:520 | −2    | 39     |
| 11. | NTSV Strand 08        | 30  | 11 | 6 | 13 | 064:690 | −5    | 39     |
| 12. | VfR Neumünster II (N) | 30  | 10 | 8 | 12 | 057:570 | ±0    | 38     |
| 13. | TSV Pansdorf          | 30  | 9  | 7 | 14 | 045:560 | −11   | 34     |
| 14. | TSB Flensburg (A)     | 30  | 9  | 4 | 17 | 049:690 | −20   | 31     |
| 15. | VfR Schleswig         | 30  | 5  | 8 | 17 | 033:660 | −33   | 23     |
| 16. | Rendsburger TSV       | 30  | 6  | 5 | 19 | 049:900 | −41   | 23     |

| (M) | Staffelsieger der Verbandsliga Schleswig-Holstein 2002/03     |
| (A) | Absteiger aus der Oberliga Hamburg/Schleswig-Holstein 2002/03 |
| (N) | Aufsteiger aus der Bezirksoberliga 2002/03                    |